# Амелія Аренберзька
Амелія Луїза Аренберзька (фр. Amélie Louise d'Arenberg; 10 квітня 1789 — 4 квітня 1823) — принцеса та герцогиня з роду Аренбергів, донька принца Луї Марі Аренберзького та маркізи Марії Аделаїди де Майї, дружина герцога Баварії Пія Августа.

## Біографія
Народилася 10 квітня 1789 року в Брюсселі єдиною дитиною принца Луї Марі Аренберзького та його першої дружини Анни Марії Аделаїди Юлії де Майї, з'явившись на світ за дев'ять з половиною місяців після їхнього весілля. Мати померла молодою, коли доньці не було й року. Батько був молодшим братом правлячого герцога Аренбергу Луї-Енгельберта. Він співчував французькій революції, жив у Парижі та був полковником німецького піхотного полку де Ламарка на французькій службі. У 1792 році одружився вдруге із російською княжною Єлизаветою Шаховською. Від цього шлюбу у Амелії була єдинокровна сестра Катерина, яка вмерла немовлям. Рішенням Синоду цей шлюб батька було розірвано у 1794 році, а сам він помер у березні 1795 року в Римі. Мачуха Амелії повернулася до Росії.
У 18-річному віці Амелія взяла шлюб із 20-річним принцом Баварії Пієм Августом. Наречений був єдиним сином герцога Баварії Вільгельма. Весілля відбулося 26 травня 1807 року в Брюсселі. Наступного року народився єдиний син париː Максиміліан (1808—1888) — герцог Баварський, був одружений із принцесою Людовікою Баварською, мав десятеро дітей.
Вихованням сина займався переважно його дід. У 1817 році хлопця відправили до Мюнхена на навчання, і Амелія не бачила його близько трьох років. Після повернення зі свого другого візиту до Мюнхена Амелія померла у Бамберзі перед своїм 34-м Днем народження. Похована у внутрішній крипті родинного склепу у церкві Святого Квірінуса в Тегернзеє. Після її смерті Пій Август більше не одружувався та вів усамітнене життя.